# タガイ・バアトル
タガイ・バアトル（モンゴル語: Taγai ba'atur、生没年不詳）は、スルドス部出身のチンギス・カンに仕えた千人隊長の一人。
『元朝秘史』などの漢文史料では塔孩(tǎhái)もしくは塔乞(tǎqǐ)、『集史』などのペルシア語史料ではتقاى （taqāī)もしくはتاکى (tākī)と記され、「タガイ（Taγai）」と「タキ（Taki）」という2通りの読みがある。

## 概要
『元朝秘史』によるとタガイ・バアトルはジャムカと決別した頃のテムジン（後のチンギス・カン）の勢力に帰参し、テムジンの臣下となったタガイ・バアトルはアルカイ・カサル、チャウルカン、スケゲイ・ジェウンらとともに使臣（イルチ）の職を与えられた。『元朝秘史』によると、テムジンはこの4人にイルチの職を任せるに当たって「遠き矢（コラ・コゴチャク）、近き矢（オイラ・オドラ）とこそなれ」と語ったという。この後、早速タガイはスケゲイとともにオン・カン（トオリル）の下にテムジンがカンに即位したことを伝える使者（イルチ）として派遣されている。
この後、タガイはスケゲイとともに行動することが多く、しばしば一緒に使者（イルチ）として派遣されている。1189年テムジンとジャムカの間で行われた「ダラン・バルジュトの戦い」はテムジン側の軍団が「十三翼（クリエン）」と称されることから「十三翼の戦い」とも呼ばれるが、その内「第12翼」は「ニルンのキンギヤト族のタキ（タガイ）・バアトル、同じくニルン系のスケゲン族」であったと記されている。上述したようにスルドス氏出身のはずのタガイがスケゲン族を率いたとされるのは、スケゲン氏族出身のスケゲイ・ジェウンと常に行動をともにし、スルドス・キンギヤト・スケゲンなどの諸族が混淆する軍団を率いていたためであると考えられている。
テムジンと長年同盟関係にあったケレイト部がモンゴルを裏切って奇襲をかけた時（カラ・カルジトの戦い）、モンゴル軍は敗れてバルジュナ湖に逃れざるをえなくなった。この時、タガイはテムジンとともにバルジュナ湖の泥水を飲み、後世「バルジュナの功臣」と称えられる者達の一人に数えられた。その後、詳細は不明であるがケレイト部との決戦では大活躍したようで、『元朝秘史』には「タガイ・バアトルの勲功の優れたるが故に、ケレイト部族の中でも精強で聞こえた100のジルギン氏人を隷民として分け与えた」と記されている。
以上の功績を以て、1206年にモンゴル帝国が建国されると、タガイは帝国の根幹たる95名の千人隊長（ミンガン）の一人に列せられた。また、論功行賞の中でタガイはバアリン部のアラク・ノヤンとともに、バアリン3千人隊を中心として、アダルキン・トオレス・テレングトといったモンゴル高原西北の「森の民」をも含む「万人隊」を治めるコルチ・ウスン・エブゲンの補佐を命じられている。一方、『集史』「チンギス・カン紀」の「千人隊長一覧」にはタガイ・バアトルの名前が挙がらないが、これは「コルチ・ウスンのバアリン万人隊」に含まれるため、個別にカウントされなかったためとみられる。
1219年、ホラズム遠征が始まると、タガイはバアリン部のアラク・ノヤン、コンゴタン部のスイケトゥ・チェルビとともに別働隊としてファナーカト攻略に派遣された。本来、東方からマーワラーアンナフルに向かうに進む際にはファナーカトを経由するルートが正規であり、アラクらの別働隊はオトラル経由で進むチンギス・カンの「本隊」から目をそらす陽動部隊としての役割を担っていたと考えられる。実際に、アラクはファナーカトを短期間で攻略した後もすぐにシル川を渡らず、続いてホジェンドを攻略した。

## 子孫
タガイの没後は子のブカ（卜花）が千人隊を継承し、更に子のアタカイに継承された。アタカイは南宋遠征・日本遠征などに従軍したことで著名な人物であるが、南宋遠征では祖父のタガイの同僚であったアラク・ノヤンの孫のバヤンを父祖以来の縁から遠征軍に起用されていることが窺える。

## スルドス氏タガイ家
- タガイ・バアトル（Taγai ba'atur ＞塔孩/tǎhái,تقاى/taqāī）
  - ブカ（Buqa ＞卜花/bǔhuā）
    - アタカイ（Ataqai ＞阿塔海/ātǎhǎi）
      - アリマン（Aliman ＞阿里麻/ālǐmá）